# Al-Fulah
Al-Fulah es una ciudad en el sur de Kordofan en Sudán, capital del estado de Kordofán del Oeste, con una población de 8721 habitantes (2010). Los chinos han mostrado un interés en el desarrollo de una central eléctrica en Al-Fulah y la construcción de unos 730 kilómetros de tuberías. El conflicto durante la segunda guerra civil sudanesa dio lugar a muchas personas que están siendo desplazadas. Además es la sede de la Universidad de West Kordofán.